# Hafen Fermersleben

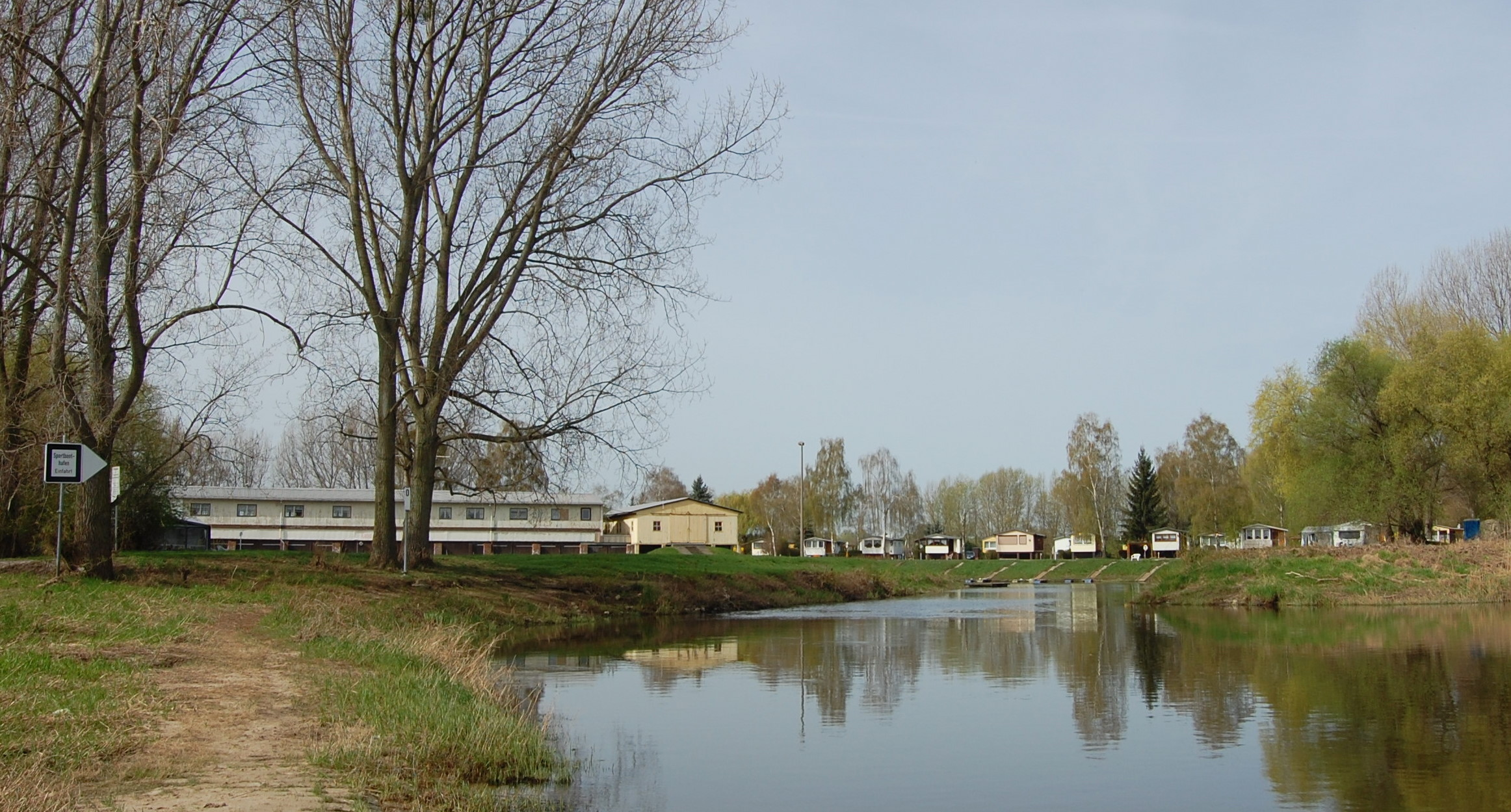
Hafeneinfahrt, 2011

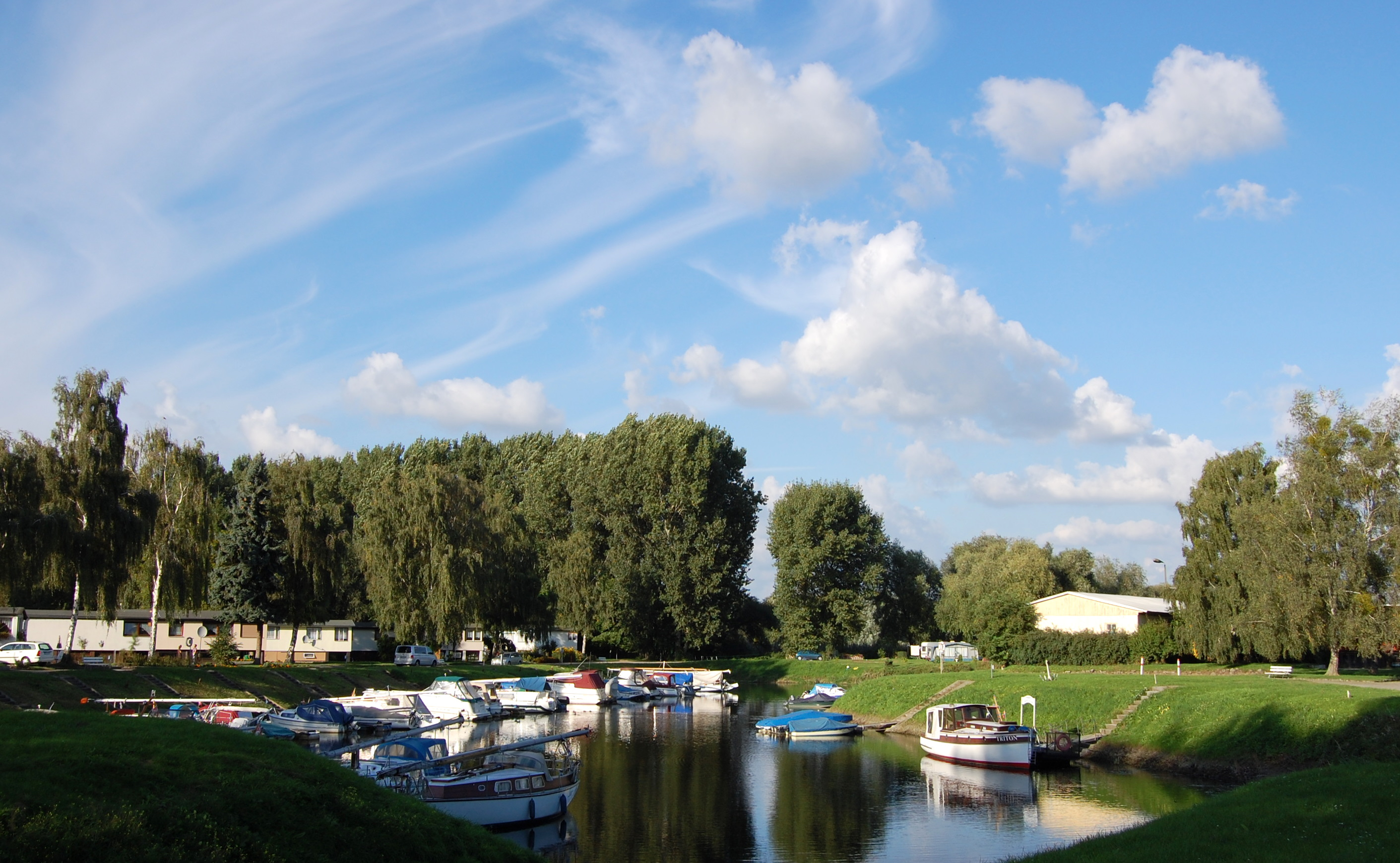
Hafenbecken, 2010

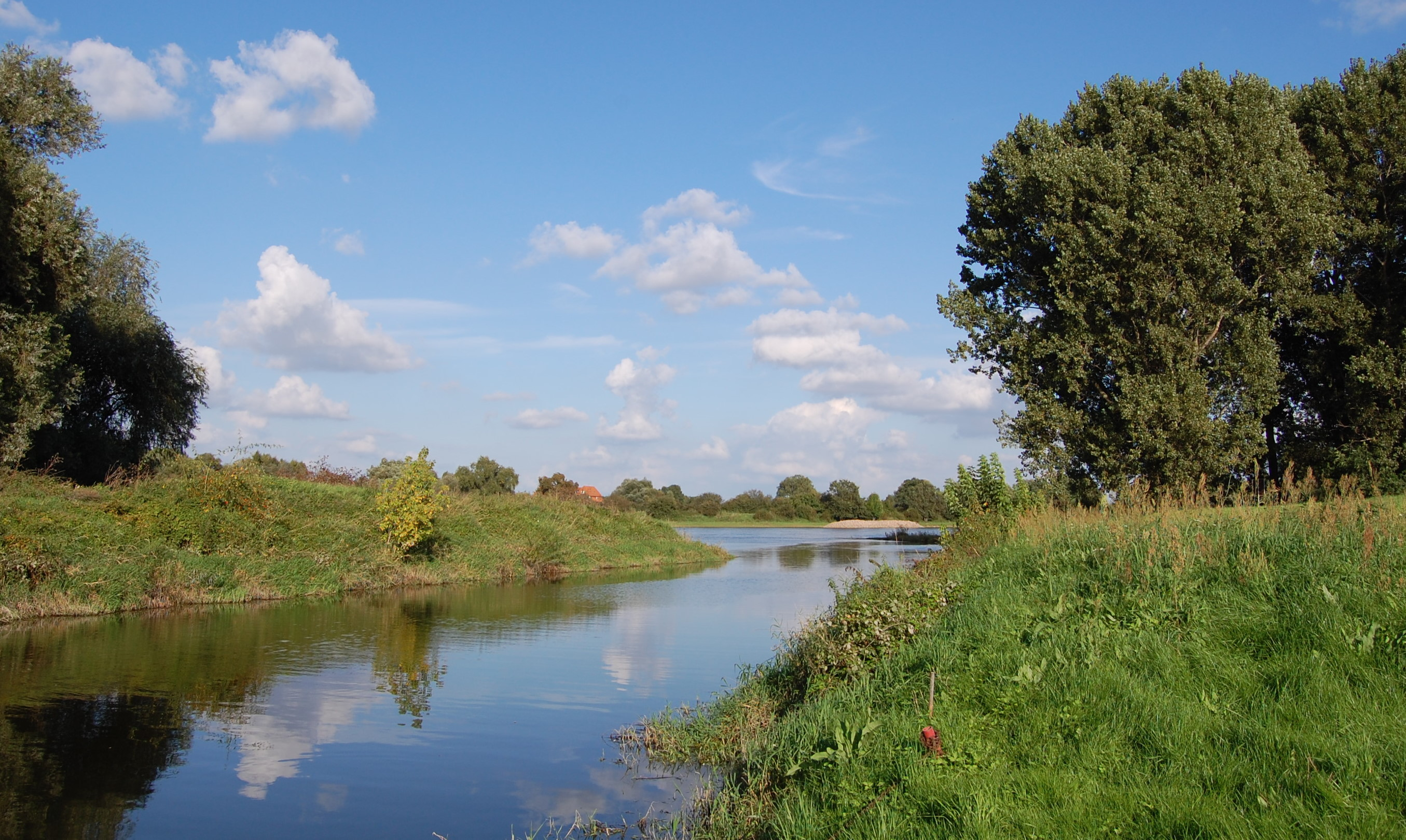
Durchfahrt zur Elbe

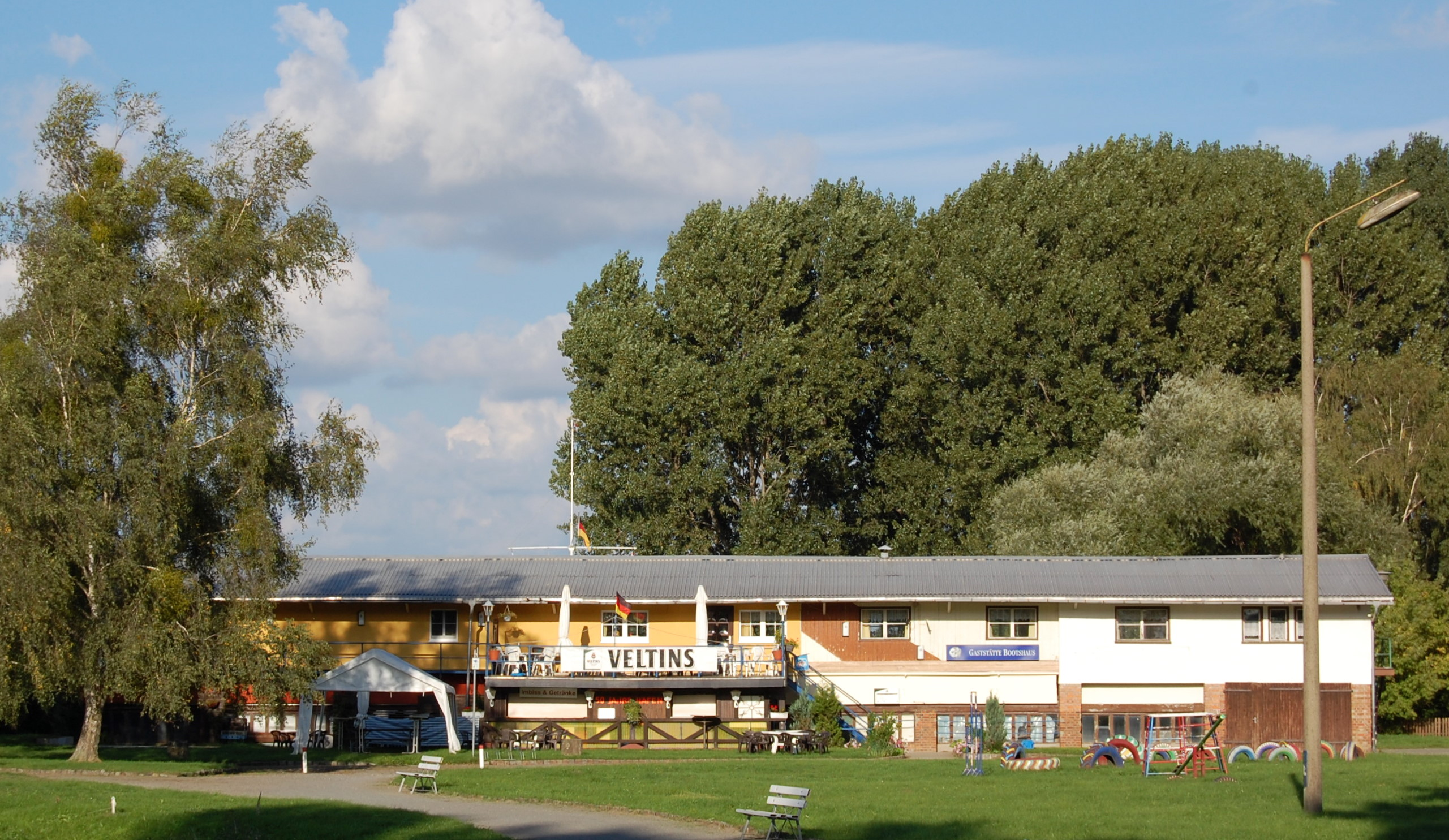
Bootshaus, das Obergeschoss bildet der alte Prahm

Der Hafen Fermersleben ist ein Sportboothafen an der Elbe im Magdeburger Stadtteil Fermersleben.

## Lage und Ausstattung
Der vom Wassersportverein Buckau-Fermersleben betriebene Hafen liegt auf der linken, der westlichen Elbseite bei Elbkilometer 322. Mit der Elbe ist der Hafen durch einen kurzen Verbindungskanal verbunden. Nördlich erstreckt sich der Wolfswerder, südlich der Katzenwerder. Westlich des Hafengebiets befindet sich der Salbker See II.
Der Hafen verfügt über Bootshallen für etwa 130 Sportboote, ein Bootshaus mit Gaststätte sowie eine Sportboothalle mit Kanulehrbecken. Am Hafen besteht eine Slipanlage für Boote bis zu 14 Meter Länge. Das Gesamtareal des Vereinsgeländes um den Hafen umfasst eine Fläche von 64000 m². Durch das Hafengebiet führt der westelbische Elberadweg.

## Geschichte
Etwa im Bereich des Hafens, am Ende des Elbweges befand sich bereits zuvor die Fähre, Badeanstalt und Gaststätte von August und Paul Michaelis.
Michaelis erwarb 1933 den historischen Kettendampfer Gustav Zeuner der südlich des heutigen Hafenbeckens lag und als Sportbootschuppen und Gaststätte diente. Nach langem Verfall wurde die Gustav Zeuner Anfang des 21. Jahrhunderts saniert und im Handelshafen Magdeburg, nördlich der Magdeburger Altstadt, der Öffentlichkeit zugänglich gemacht.
Das heute noch vorhandene Bootshaus wurde 1924 gebaut und lag ursprünglich als Prahm an der vor dem heutigen Hafen befindlichen Buhne im Strom. 1945 sank der Prahm in seinem Winterquartier im Zollhafen und wurde 1946 gehoben. Bis 1956 diente er wieder als schwimmender Stützpunkt. Er wurde dann an Land gezogen und auf zwei Meter hohe Pfeiler gesetzt. Noch heute ist dort die Gaststätte Bootshaus untergebracht.
Auf einer außerordentlichen Mitgliederversammlung der Sektion Segeln der BSG Motor Südost Magdeburg im Buckauer Fichteheim am 19. September 1958 wurden ein Perspektivplan beschlossen, der unter anderem auch den Bau des Hafens vorsah. Am 24. Januar 1959 wurde auf der Jahreshauptversammlung im kleinen Saal des AMOs in Buckau der Perspektivplan bestätigt und auch von den Vertretern der Trägerbetriebe der Betriebssportgemeinschaft, dem Karl-Marx-Werk und dem SKL unterzeichnet. Der Plan umfasste auch den Bau einer Hafenanlage von 80 mal 60 Metern.
Nachdem die Baugenehmigung am 6. März 1959 vorlag, begannen die tatsächlichen Bauarbeiten am 15. März 1959. Es zeigte sich bald, dass die vorgesehenen Mittel für die beabsichtigten Erdbewegungen nicht ausreichten. Es kam zu einer Besprechung mit dem Magdeburger Oberbürgermeister Philipp Daub. Daub empfahl Kontakt mit dem sowjetischen Stadtkommandanten aufzunehmen. Tatsächlich sagte Kutusow in einem solchen Gespräch Hilfe zu und stellte für längere Zeit eine Planierraupe der Sowjetischen Armee samt Fahrer Alexej zur Verfügung. 10 bis 12 Stunden am Tag wurden mit Hilfe der Raupe Erdbewegungen durchgeführt. Nachts wurde, gemäß einer Auflage der Sowjetischen Armee, die Raupe von zwei Vereinsmitgliedern bewacht. Die Raupe war auch im Zuge der Vorbereitung des Durchstichs zur Elbe im Einsatz und blieb im Schlamm stecken. Eilig wurde aus dem SKL LKWs mit Spillwinden herbeigeschafft, die die weiter versinkende Raupe bargen. Der Abzug der Raupe endete noch tragisch. Alexej hatte, bevor er die Raupe in Richtung Herrenkrug durch die Stadt zurückfuhr, noch an einem Umtrunk teilgenommen. Alkoholisiert fuhr er mit der Raupe auf der Schönebecker Straße in eine Baustelle und erhielt hierfür Arrest.
Die erforderlichen Baggerarbeiten wurden durch einen Bagger der benachbarten Kiesgrube ausgeführt. 5200 m³ Abraum wurden ausgehoben. Hierbei war die benachbarte Kiesbaggerei, auf die letztlich die Existenz der benachbarten Seen zurückgeht, behilflich. Den abgebaggerten Kies erhielten die Kieswerke kostenfrei. Er soll dann zum Bau der Silos auf dem Gelände von Fahlberg-List verwandt worden sein. Als der auszubaggernde Kies lehmhaltig wurde, musste das Kieswerk die Förderung einstellen. Über Beziehungen gelang es zeitweilig einen Bagger des Wasserstraßenamtes zu beschaffen. Das Reichsbahnausbesserungswerk Salbke stellte 450 alte Eisenbahnbohlen zwecks Bau eines zeitweise erforderlichen Knüppeldamms zur Verfügung, die mit LKWs des SKL von einer alten Bahnstrecke abgeholt wurden.
Im Frühjahr 1960 wurden dann auch 15 Stege in das weitgehend fertiggestellte Hafenbecken gebaut. Am 7. Mai 1960 erfolgte die Einweihung der Hafenanlage. Die Festveranstaltung begann um 14.00 Uhr, die Einfahrt der Boote ab 18.00 Uhr. Im Nachgang ergaben sich innerhalb des Hafens mehrere Untiefen, die mittels eines Schwimmbaggers beseitigt wurden. Entstanden war letztlich ein Hafenbecken von 140 Metern Länge und 40 Metern Breite, welches den damals 74 Booten des Vereins Platz bot. 27.000 freiwillige Arbeitsstunden wurden von den Vereinsmitgliedern erbracht, andere Angaben geben die Zahl mit 17.160 Stunden an. Vor allem nordwestlich des Hafenbeckens entstanden dann ab 1960 noch Sportlauben für die Mitglieder.
Das Kanulehrbecken wurde 1967 fertiggestellt.
Seit dem Jahr 2000 wird der Hafen von dem aus der Sektion Segeln des Fermersleber SV 1895 hervorgegangenen, an eine Vereinstradition seit 1911 wieder anknüpfenden, Wassersportverein Buckau-Fermersleben betrieben. Im Jahr 2010 wurde das 50-jährige Hafenjubiläum begangen. Beim Elbe-Hochwasser 2013 wurde der Hafenbereich ab dem 4. Juni 2013 überflutet. Der Hafen war zuvor geräumt worden.